# Distrito electoral local 14 de Hidalgo
El Distrito electoral local 14 de Hidalgo es uno de los dieciocho distritos electorales Locales del estado de Hidalgo para la elección de diputados locales. Su cabecera es la ciudad de Tula de Allende.

## Historia

### Tula de Allende como cabecera distrital

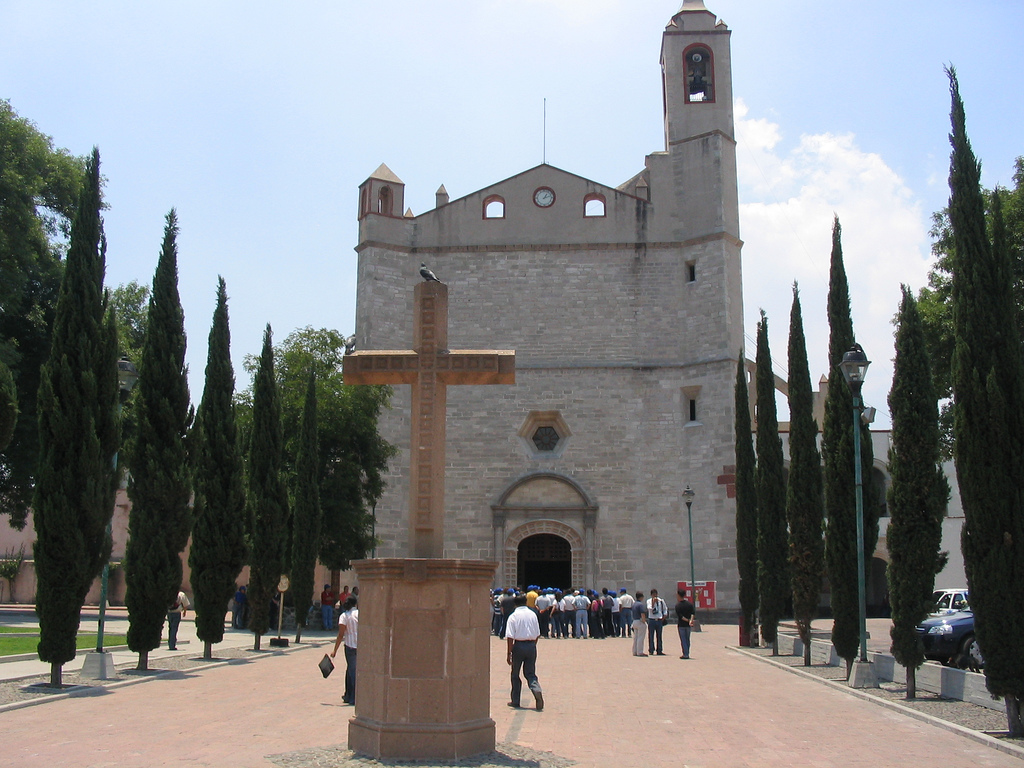
Tula de Allende sede del Consejo distrital.

Después de la erección del estado de Hidalgo en 1869 durante la I Legislatura del Congreso de Hidalgo existían once distritos, siendo Tula el VII Distrito. De 1871 a 1879 existieron dieciséis distritos siendo Tula el XIII Distrito. De 1879 a 1903 existieron once distritos siendo Tula el VII Distrito. Para el periodo de 1903 a 1913 se regresa a diez distritos siendo Tula el VII Distrito.
De 1917 a 1923 en Hidalgo existieron dieciséis distritos siendo Tula el IV Distrito. De 1925 a 1931 con diecisiete distritos existentes Tula fue el IV Distrito. Para el periodo 1931 a 1935 con once distritos Tula fue el III Distrito. De 1935 hasta 1972 con once distritos Tula fue el III Distrito. De 1975 a 1996 existieron quince distritos siendo Tula el III Distrito. Para el periodo de 1996 a 2016 con dieciocho distritos existentes Tula fue el IV Distrito.
El 3 de septiembre de 2015 el Consejo General del Instituto Nacional Electoral (INE) aprobó los distritos electorales uninominales locales y sus respectivas cabeceras distritales de Hidalgo, que entraron en vigor para las elecciones estatales de Hidalgo en 2016. En el año 2023, se aprobó una nueva demarcación territorial, quedando Tula como cabecera distrital.

## Demarcación territorial
Este distrito está integrado por un total de tres municipios, que son los siguientes:
- Tlahuelilpan, integrado por 9 secciones electorales.
- Tlaxcoapan, integrado por 12 secciones electorales.
- Tula de Allende, integrado por 52 secciones electorales.

## Diputados por el distrito
- LXIII Legislatura
  - Marcela Vieyra Alamilla, PRI (2016-2018).[9][10]
- LXIV Legislatura
  - Ricardo Raúl Baptista González, MORENA (2018-2020).[11][12]
  - Miguel Reyes López, MORENA (2020).[13][14]
  - Ricardo Raúl Baptista González, MORENA (2020)[15]
  - Miguel Reyes López, MORENA (2020-2021).[16]
- LXV Legislatura
  - Octavio Magaña Soto, MORENA (2021-2024).[17]
  - Efren Eduardo Olguin Cruz, MORENA (2024).[18]